# Gopanhal, Channagiri
Gopanhal là một làng thuộc tehsil Channagiri, huyện Davanagere, bang Karnataka, Ấn Độ.